# Tepi
Pour la ville, voir Tepi (Éthiopie).
Le Tepi est un volcan bouclier d'Éthiopie.